# Аквавива (Сијена)
Аквавива (итал. Acquaviva) је насеље у Италији у округу Сијена, региону Тоскана.
Према процени из 2011. у насељу је живело 1371 становника. Насеље се налази на надморској висини од 300 м.